# عرس الجليل (فلم فلسطيني)
عرس الجليل فيلم دراما فلسطيني أنتج سنة 1987 للكاتب والمخرج ميشيل خليفة.

## الأحداث
الفليم تضم أحداثة في قرية فلسطينية بإقامة مراسيم عرس فلسطيني عربي لابنة مختار القرية. حيث تحتم على والد العروس استضافة الحاكم العسكري للمشاركة في طقوس العرس. يقام العرس الذي يشهد أحداثًا متناقضة بين اندماج العسكر اليهودي في طقوس العروسين ليلة الدخلة، وإظهار الجذور المترسخه في الشعب الفلسطيني وبين الأجواء المشحونة بالتوتر الامني في كلا الطرفين.
في فترة الحكم العسكري الإسرائيلي قبل نكسة 1967، تعكس أحداث الفيلم حالة التوتر والتحديات التي كانت تعيشها القرى الفلسطينية تحت الاحتلال. يبرز الفيلم من خلال حكاية مختار القرية الذي يحاول الحصول على إذن من الحاكم العسكري لرفع حظر التجول لليلة واحدة لإقامة حفل زفاف لابنه، مما يسلط الضوء على تأثير الاحتلال على الحياة اليومية للفلسطينيين. على الرغم من تباين ردود الفعل من قبل أهل القرية، يعكس الفيلم الصراع الداخلي للشخصيات بين التقاليد والمقاومة والذل الناجم عن الاحتلال، إضافة إلى التوترات النفسية التي نشأت بسبب الوضع السياسي والاجتماعي. تنتهي الأحداث بتصرف غير تقليدي من العروس التي تأخذ زمام المبادرة لتكريس كرامتها وكرامة العائلة في مواجهة سلطة الاحتلال.

## روابط خارجية
- مقالات تستعمل روابط فنية بلا صلة مع ويكي بيانات